# Quelaines-Saint-Gault
Quelaines-Saint-Gault é uma comuna francesa na região administrativa da Pays de la Loire, no departamento de Mayenne. Estende-se por uma área de 42,25 km², com 1 739 habitantes, segundo os censos de 1999, com uma densidade de 41 hab/km².